# Papež Kalist III.
Kalist III. (rojen kot Alfonz Borja oziroma Alfonso de Borja y Cabanilles, špansko Alfonso (tudi Alonso) Borja; italijansko Alfonso Borgia), španski pravnik, diplomat, kardinal in papež, * 31. december 1378 Torreta de Canals (Xativa Valencija, Aragonsko kraljestvo); † 6. avgust 1458, Rim, Papeška država.

## Življenjepis

### Mladost in vzpon
Alfonz se je rodil  v plemiški družini Borja (Casa de Borja) v kraju Torreta de Canals, a krščen v bližnji župniji Jàtiva (špansko-kastiljansko  oziroma Xàtiva (uradno valencijansko)  Valencija, Aragonsko kraljestvo); spadal je torej v župnijo Xàtiva; oče je bil Dominik (Domingo) de Borja, mati pa Frančiška (Francina) Llançol; družina je izhajala od Borjovih iz Zaragoze.
Alonso Borja je postal odličen pravnik, ki si je po nalogu aragonskega kralja Alfonza V., Velikodušnega veliko prizadeval, da bi se zahodni razkol končal. Za duhovnika je bil posvečen 1422. 

1424 je postal administrator škofije Mallorca, 1425 pa tajnik in osebni svetovalec kralja Alfonza V.
1429 je prišel v Barcelono kardinal Pierre de Foix, da bi dosegel odpoved protipapeža Klemena VIII., ki je našel pribežališče od konca 1424 v trdnjavi Peñíscola. Kardinal je prosil za posredovanje kanonika Alfonza Borja, ki je le z enim samim tovarišem odšel do trdnjave in prepričal protipapeža, da se je odpovedal svojemu položaju; končno je bil tako končan zahodni razkol. Kot povračilo za njegovo nesebično prizadevanje ga je papež Martin V. povzdignil v škofovstvo in ga imenoval 20. avgusta 1378 za škofa Valencije; škofovsko posvečenje pa mu je podelil 31. avgusta istega leta kardinal Foix; to škofijo je zadržal tudi po izvolitvi za papeža in jo je zasedal vse do svoje smrti. V  Peñíscoli je pooblastil Llorénsa, naj upravlja škofijo v njegovem imenu.
Evgen IV. ga je 2. maja 1444 povišal v kardinala pri »Ss. Quatro Coronati«, ki jih je prevzel v posest 12. julija istega leta s sedežem blizu Koloseja. Odslej je deloval v rimski kuriji in se posvetil delu za Cerkev, popolnoma opustivši dejavnosti v kraljevi službi. Sodeloval je v konklavu 1447, ko je bil izvoljen papež Nikolaj V.. Navzoč je bil tudi pri tajnem konzistoriju 27. oktobra 1451, kakor tudi pri konklavu 1455, ko so njega samega izvolili za papeža. 
Tukaj so ga spoštovali in cenili zaradi njegovega pravnega znanja, diplomatskih izkušenj in brezgrajnega osebnega življenja. Živel je strogo in dobrodelno, mirno in nemoteno v svoji palači pri SS. Quatro Coronati, katere samostane je obnovil; pridobil si je glas nepodkupljivosti in se ni menil za politične spletke niti na državni niti na cerkveni ravni. Platina – ki ga je pozneje hudo opravljal – je takrat o njem podal zelo lepo pričevanje: 
| Latinski izvirnik | Slovenski prevod |
| --- | --- |
| »Non minore modestia in cardinalatu utens, quam antea in episcopatu fecerat, ab omni pompa et inani gloria alienus sempre fuit.« | »V kardinalstvu je živel prav tako skromno kot prej v škofovstvu; vedno mu je bilo popolnoma tuje posvetno razkošje ter prazna slava.« |

## Papež
8. aprila 1455 je bil izvoljen za papeža, posvečenje je prejel 20. aprila istega leta in si je izvolil ime Kalist III., ki ga pa ne smemo zamenjati z istoimenim protipapežem Kalistom III.. 
Ob smrti Nikolaja V. (24. marca 1455) je potekal konklave v ozračju poudarjenih mednarodnih napetosti. Ne glede na staro rivalstvo med rodbinama Orsini-Colonna, ki je motilo vse papeške volitve v 15. stoletju, je nedavni padec Carigrada in s tem povezani zločini povzročil stanje preplaha po Evropi zaradi nevarnosti turškega prodiranja, kar je klicalo po nujnosti nove križarske vojne. V konklavu, ki se je začel 4. aprila 1455, je bilo navzočih 7 italijanskih, 4 španski, 2 francoska in 2 grška kardinala. Premoč neitalijanov in mednarodni položaj sta narekovala izvolitev tujca; tehtnica se je sicer nagibala v prid grškemu kardinalu Bessarionu, vendar mu Francoza nista bila naklonjena. Alfonso je bil najstarejši med kardinali, na splošno cenjen in poznan po zavzetosti za križarsko vojno in torej najprimernejša izbira. 
Alfonz (Alfonso oz. Alonso Borja, poitalijančeno Borgia) je bil torej izvoljen kot sporazumni papež med vplivnima rimskima rodbinama Colonna in Orsini. Kardinali so menili, da zaradi svoje starosti tako ne bo dolgo vladal. Večino svojega papeževanja je res preživel na bolniški postelji, posebno, ko ga je zadela kap. Pokazal pa je veliko odločnost in je objavil križarsko vojno z bulo, ki jo je že prej pripravil njegov prednik Nikolaj. Imel je v načrtu, da bi osvojil nazaj Carigrad, ki so ga Turki zasedli 29. maja 1453, nato pa tudi Jeruzalem, kar pa mu kljub pogumnim prizadevanjem ni uspelo; krščansko ladjevje pa je obranilo precej egejskih otokov. 

### Nasprotnikhumanizma- prijateljnepotizma?
Za znanost in umetnost ni imel tolikšnega čuta kot njegov predhodnik, kar so mu humanisti hudo zamerili in se ga lotili s svojimi ostrimi peresi. V njegovo opravičilo pa moramo povedati, da je dragocene veze iz zlata in srebra v Vatikanski knjižnici zamenjal s preprostejšimi; na ta način je lahko zbiral denar za svoje najvažnejše podjetje, ki je bilo zaustavitev muslimanskega prodiranja v Evropo. Tudi v svoji kapeli je zamenjal zlate svečnike s svinčenimi, da je spet nekaj iztržil. Njegov knjižničar Bartolomeo Platina je iz tega spletel pravljico, češ da je razdelil in zapravil številne rokopise. Tej govorici nasprotuje dejstvo, da vsebuje knjižnica vse do danest omenjene rokopise, ki jim je dodal še svojo bogato knjižnico. 
K nepotizmu pa je bil Kalist res močno nagnjen. Številne svoje rojake Katalonce je povabil v Italijo in jim v cerkveni državi podeljeval pomembne upravne službe. Dva svoja nečaka, Pedra in Rodriga je imenoval za kardinala. Pedru je zaupal poveljstvo nad Angelsko trdnjavo, najvažnejšo obrambno točko v Rimu. Zaradi tega je proti Kalistu naraščal odpor v Rimu in tudi drugod. Nemški knezi so na državnem zboru v Frankfurtu 1456 objavili seznam pritožb proti Rimu, znana gravamina . Po Kalistovi smrti, umrl je 6. avgusta 1458, je v Rimu izbruhnil upor proti osovraženim Kataloncem. 

## Dela

### ObleganjeBeogradain boji protiTurkom
Kalist III. je poglavitno nalogo svojega pontifikata videl v odločnem nastopu proti islamu, ki je vse bolj ogrožal Evropo. Njegovo navdušenje za boj proti Turkom pa je pri večini evropskih vladarjev naletelo na ravnodušnost ali celo odpor. Prebujajoče se nacionalne države niso bile pripravljene za nikakršno skupno vojno dejavnost, papež sam pa za to ni imel na voljo zadostnih sredstev. 

Pripomogel je k posameznim uspehom proti Turkom, tako k zmagi pri Beogradu 1456, njegovo ladjevje je porazilo Turke 1457 pri Metelinu, podprl je upor albanskega kneza Jurija Kastriotija – Skenderbega proti Turkom, vendar vse to ni moglo streti velike turške moči. S temi zmagami pa je krščanstvu le dokazal, da je mogoče poraziti tudi tako velesilo, kot je bilo takrat Osmansko cesarstvo. Po zmagi pri Beogradu so se veljaki med seboj začeli prepirati glede zaslug in niso znali izkoristiti položaja; njihova trajna nesloga je preprečila, da se niso mogli ustaviti nadaljnemu turškemu prodiranju v Evropo.
Vse, kar je bilo povezano s križarsko vojno, je bilo za papeža Kalista edino vredno zanimanja. Da bi pridobil evropske vladarje za križarsko vojno, je po vseh deželah razposlal odposlance; da bi pa ljudstvo povabil k pokori in ga navdušil za to podjetje, je spodbudil k pridiganju odlična frančiškanska pridigarja: Jakoba Markijskega  in Janeza Kapistrana, ki je najprej odšel v  Juro (Győr), da bi pomiril Celjske grofe s Hunyadijevimi, kar pa se je posrečilo le za malo časa, saj je pozneje Ladislav v Beogradu zahrbtno umoril zadnjega celjskega grofa Ulrika 9. novembra 1456. 

Sultan je v začetku julija 1456 s 150.000 vojaki že popolnoma obkolil Beograd – vrata Ogrske. Ko sta se Janez Kapistran in Janoš Hunyadi bližala, je po Donavi in Savi člulo že 200 turških ladij; kristjani so jih imeli prav toliko ter 75.000 pešcev nevajenih vojskovanja, vendar polnih poguma. Kristjani so najprej nagnali v beg turške ladje, nato pa v klešče stisnili oblegajoče Turke. Najbolj vroča bitka je bila od 21. do 22. Julija, ki se je končala z umikom Turkov, ki so na bojišču pustili 24.000 mrtvih. 

Zmaga pri Beogradu mu je zbudila upanje, da bodo križarji zopet osvojili Carigrad, nato pa tudi Jeruzalem. Kljub popolni ravnodušnosti in celo sovražnosti večine evropskih vladarjev, je uspel v obrambi Beograda 1456 ter v osvoboditvi Albanije 1457. Najslabše je »prišel skozi« z aragonskim kraljem in nemškim cesarjem: Alfonz V.je večino zbranega denarja za vojno mornarico uporabil za napad na Genovo; Friderik  pa niti slišati ni hotel, da bi na frankfurtskem deželnem zboru 1445 izglasovano državno vojsko poslal na Ogrsko. Tako cesar Friderik kot tudi poljski kralj Kazimir nista na pomoč poslala niti enega vojaka ne. 
Na Tiberi blizu Vatikana pa je papež v ta namen dal zgraditi tudi ladjedelnico z imenom Armata, da je s svojimi ladjami zadržal Turke tudi na morju. Velika vsota denarja, ki jo je porabil v ta namen, pa ni prinesla zaželenih uspehov, ker nesložni poveljniki niso bili taki idealisti kot papež, ampak so iskali zgolj svojo korist in so izneverili njegovo zaupanje. Evropski vladarji pa so ga kar vsi po vrsti pustili na cedilu, saj po večini niso hoteli pobirati desetine namenjene za križarsko vojno ali pa so jo uporabljali za medsebojno vojskovanje. 

### Jepapežizobčilrepatico?
Ena od najbolj nenavadnih zgodb o tem papežu je pravljica, češ da je izdal bulo, s katero je izobčil takrat, leta 1456, vidno Halleyevo repatico. V ozadju tega je zamera, ki so jo do njega čutili od Nikolaja poprej tako „gor vzeti” humanisti, umetniki in stavbeniki, ki v Nikolaju niso imeli le dobrega mecena, ki jih je po Miklavževo bogato nagrajeval, ampak tudi odličnega družabnika, ki se je njihovih pojedin z obilo jedače in pijače tudi sam rad udeleževal. Morebiti je to tudi pomagalo, da je umrl komaj 53-leten od ciroze jeter, kot pravijo nekateri viri. Iz tega lahko tudi razumemo veliko žalovanje ob Nikolajevi smrti, česar baje ob Kalistovi ni bilo, kot pravi porogljivo Leonardo: "Nikolaj je zapustil mnogo žalovalcev, Kalist pa mnogo nečakov." 
Kalist je bil namreč pravo nasprotje Nikolaja: resen in zmeren, strog in spokorniški mož, ki je imel pred seboj le en cilj – kako zaustaviti prodirajoče muslimane in ni imel niti časa niti denarja, da bi se posvetil razkošni renesančni umetnosti in z njo povezani obilni jedači in pijači. Poleg tega je bil tujec in to sovražno razpoloženje je porajalo mnoge govorice in čenče. Ni sicer dvoma, da mu je manjkala široka razgledanost njegovega predhodnika, ki je hotel iz Rima napraviti ne le versko, ampak tudi umetniško svetovno središče in se je zato obdal z rojem gradbenikov, slikarjev in drugih humanistov. Njegov glavni namen pa je bila ustavitev muslimanov; kaj bi namreč po njegovem mnenju koristila vsa umetniška dela, če se jih bodo kmalu polastili “neverniki”, ki jih bodo brez predsodkov uničili, kot je to nedavno tega doletelo umetniški in bogati Carigrad. 
1. Uničenje Vatikanske knjižnice. Filelfo in Bisticci sta glavna odgovorna za godrnjanje zoper Kalista, češ da je s svojo omejenostjo in nemogočimi zamislimi razdelil in zapravil dragocene rokopise svojega predhodnika. To zavračajo tako današnji seznami Vatikanske knjižnice, kakor tudi dejstvo, da je do nas prišel velik del knjižnice pravnih del samega papeža Kalista. Res je le, da je papež ukazal z nekaterih knjig sneti njihove dragocene zlate vezave, da bi jih prodal za križarsko vojno.
2. Bula o izobčenju repatice je druga taka “umotvorina”, ki jo je širil ravno njegov knjižničar Platina: češ da je papež Kalist zapovedal, naj zvonijo zvonovi vseh cerkva opoldne, da bi zavarovali ljudi pred škodljivim vplivom Halleyeve repatice, ki se je pojavila 1456. Papež naj bi baje z bulo repatico celo izobčil! Kdor pozna cerkvene zadeve, mu je takoj jasno, da ni mogoče izobčiti predmetov, ampak le ljudi. Namen zvonenja je bil pač drugačen: da ob tem času verniki po vsem krščanskem svetu molijo za odvrnitev turške nevarnosti in potrebnosti križarske vojne. Očitno je bil Platinov namen, da papeža osmeši s to zgodbico, češ da je praznoveren ter umsko omejen.
3. Bula, ki jo je napisal sicer že njegov predhodnik 1452 in jo takrat namenil le portugalskemu kralju pod imenom Dum diversas, je do danes sporna in jo različno razlagajo. Kalistova bula se sicer naslanja nanjo, vendar jo je malo spremenil, prilagodil novim razmeram; objavil in razglasil pa jo je za ves krščanski svet. Ne pove pa ničesar o kaki repatici, ampak predvsem govori o potrebnosti križarske vojne. Novost je tudi v tem, da je pozval, naj zvonovi zvonijo opoldne, da bi sklicevali ljudi na molitve v namen, da bi podjetje uspelo in bi bilo krščanstvo rešeno turške nevarnosti. Ta običaj se je ohranil vse do danes, ko opoldne zvoni k molitvi Angelovega češčenja. [18][19]
4. Najhujši očitek »španskemu« papežu pa je morda ta, češ da je oropal Cerkev v Italiji, da bi obogatil svoje sorodstvo – zlasti nečake iz Španije. Res je, da so dobivali nadarbine Katalonci, ki jih je povabil na papeški dvor. Povedati pa je treba, da so tiste nadarbine bile španske in ne italijanske. Njemu v prid moramo povedati, da je v papeški kapeli zamenjal srebrne svečnike s svinčenimi in da je uporabljal v svojih sobanah preprosto pohištvo iz lesa in železa. Mesečni stroški papeškega dvora so se zmanjšali od 2.500 dukatov letno pri papežu Nikolaju na okrog 1.500. Zavrl je široke gradbene načrte, razen tistih, ki so se tikali obnavljanja cerkva; ustavil pa je utrjevanje Milvijskega mostu in tlakovanje Trga sv. Petra. Naravno nagnjenje do svojih sorodnikov, na katere se je edine lahko zanesel in volja, da osredotoči izdatke na priprave za križarsko vojno, lahko opravičijo ali pa vsaj pojasnijo Kalistov odnos do humanizma in umetnosti. [19]

- V spomin na preboj turškega obleganja Beograda 1456 je uvedel 1457 praznik Jezusove spremenitve [20]
- Papež Kalist je določil mednarodno komisijo, ki je še enkrat preiskala sojenje Ivani Orleanski, ki so jo Angleži obsodili na sežig na grmadi, češ da je bila krivoverka in čarovnica ; nepristranski člani so ugotovili, da je bila prav nasprotno: krepostno dekle in osvoboditeljica svojega ljudstva ter razglasili junija 1456 njeno popolno nedolžnost, kar je bila odskočna deska za njeno poznejšo beatifikacijo in kanonizacijo. [11]
- Prištel je k svetnikom 3. junija 1455 spokorniškega pridigarja Vincencija Ferrerija [21]; 1. januarja 1457 pa Ozmunda iz Salisburyja [22]

## Smrt in spomin
Na koncu svojega življenja, v avgustu 1458, v vročem obdobju, ko je papeški dvor navadno zapuščal nezdrav rimski zrak in se umaknil na hribe, je Kalist ostal v svoji delavnici v Vatikanu, da bi nadaljeval velikopotezne načrte. Že tako načeto zdravje se mu je hitro poslabšalo in 6. avgusta je umrl. Njegovo sovražniki,ki jih ni bilo malo, so to novico sprejeli z veseljem – in papeževi katalonski prijatelji so se reševali, kakor so mogli – nekatere pa so vstajniki pomorili. 

Njegovo truplo so na hitro pokopali pri Santa Maria delle Febbri, od koder so ga pozneje prenesli v Santa Maria in Monserrato. 
Nekateri menijo, da so ga pokopali najprej kar v Baziliki sv. Petra, v kapeli sv. Andreja. Njegove telesne ostanke so prenesli 1586 in zopet 1610 skupaj z ostanki Aleksandra VI. k Santa Maria in Montserrat v Montserratu. Zadnjič pa so jih prenesli 21. avgusta 1889 v kapelo v San Diegu.
V svoji oporoki je zapustil 5000 dukatov za ureditev bolnišnice, v katero je dal preurediti svoje zadnje bivališče.

### Ocena
- Govorice, po katerih naj bi bil Alfonz Borja – poznejši papež Kalist III. – oče Frančišku Borju [24], poznejšemu zakladničarju Aleksandra VI., ki je postal kardinal 1500, so popolnoma iz trte izvite; zanesljivo pa je, da je bil svojim sorodnikom zelo naklonjen in do njih odprte roke. Njegova starejša sestra Catalina se je poročila z Juanom de Milom, in njun sin Luis Juan je prišel v Italijo k stricu. Pomembnejšo vlogo je odigrala njegova najmlajša sestra Izabela, ki se je poročila z Jofréjem Borjom; njena sinova Pier Luigi in Rodrigo sta prišla v Rim okoli 1450, in tam uživala stričevo vsestransko naklonjenost v že takrat čisto katalonskem ozračju. [19]

- Papež-Borgia je napolnil najvažnejše položaje v Cerkveni državi in v Kuriji s svojimi sorodniki in katalonskimi somišljeniki. V zgodovini katoliške Cerkve je to bila ukoreninjena navada zato, ker so se papeži lahko zanesli samo nanje. Tako je postavil za poveljnika Angelskega gradu in obenem kardinala svojega nečaka Pedra. Drugega nečaka, Rodriga, je postavil za kardinala že s 25-imi leti. [25]

- Kalista III. je treba vedno obravnavati kot človeka vzvišenih vzorov, brezmejnega poguma, energije in vztrajnosti. Spoznal je islamsko nevarnost, ki je nato še v prihodnjih stoletjih ogrožala Evropo. Ni mu bilo žal nobenega truda, da bi združil njene krščanske vladarje za obrambo njihovih lastnih dežel; če mu ni uspelo, krivda ne zadene papeža, ampak tiste, ki niso hoteli prisluhniti njegovim nasvetom. Čeprav so ga obtoževali za nepotizem in lakomnost, je ob smrti zapustil neverjetno vsoto denarja. [26]

- Papež Kalist vsekakor ni bil tak nasprotnik humanizma, znanosti in umetnosti, kot ga navadno kažejo: saj je uporabil za znanstvene in umetniške namene 40.000 zlatnikov; da je bil pa varčen in da ni zapravljal, dokazuje tudi dejstvo, da so po njegovi smrti našli v zakladnici 150.000 zlatnikov. [27]

- »Če izvzamemo nepotizem, si Kalist III. zasluži vso pohvalo, še zlasti za odločnost, stalnost in namenskost, ki jo je pokazal pri spopadnju z žgočim vprašanjem tistega časa – varstvom zahodne civilizacije od turške (vele)sile. V tej zadevi je dal velik zgled krščanstvu. Poudariti je treba tudi to, da sredi vojaškega in političnega delovanja, ki je zahtevalo velik delež njegovega časa in pozornosti, ni zanemarjal notranjih cerkvenih zadev, in je odločno nasprotoval krivoverstu.«[28]